# Звучни зид
Звучни зид или звучна баријера, физичка појава која настаје када се поравнају брзине извора звука и звука и када се у једној тачки додирују сви осцилујући таласи звука и осцилујући таласи извора звука. У тој тачки је акумулирана максимална осцилаторна енергија. Та моћна енергетска тачка се зове звучни зид или звучна баријера., 

## Физичка законитост
У физици се, пре него што је и настао проблем пробијања звучног зида код авиона, знало и за законитост интерференције таласа истих таласних дужина при помаку у фази, и за последице њиховог слагања: поништење, увећавање или умањење амплитуда, као и за постојање звучног зида. У тренутку када извор звука достигне брзину звука настаје звучни зид или звучна баријера. Када извор звука престигне сопствени звук, када брзина извора звука постане већа од брзине звука, тада долази до звучне експлозије, добро познате код летења надзвучних авиона. Талас више нису садржани једни у другима, већ обухватају таласни конус изван кога се не чује никакав звук. Полуугао овог конуса лако је израчунати:
{\displaystyle {\frac {V(brzinazvuka)}{s(brzinaizvorazvuka)}}=\operatorname {sin} \alpha }
Ako je s=V {\displaystyle \alpha =90^{o}}, конус представља површину па поново добијамо звучни зид.
Посматрач ће прво осјетити "суво пуцкетање" јер постоји нагомилавање енергије на површини конуса која је постављена тангенцијално у односу на таласне површине. Потом ће чути обичан звук извора када таласне површине пролазе мимо њега. Такво је пуцкетање зрна које прати звиждање, пуцкетање краја ланеног бича, звучна експлозија при лету авиона.

## Проблем звучног зида у конструкцији авиона
Како се усљед интерференције таласа, амплитуде осцилујућих честица извора увећавају за амплитуде осцилујућих честица медија кроз који се он креће долази до максималног увећања амплитуда осцилујућих честица извора што угрожава његов физички интегритет. Ова физичка законитост је експлицирала проблем у конструкцији авиона који се крећу брзинама већим од брзина звука - надзвучни авиони. Авион, дуго година најбржа направа и прва која се могла кретати брзином звука, сасвим природно је први гдје се овај закон акустике представио као проблем. Знало се да ће у моменту када извор звука достигне брзину сопственог звука доћи до интерференције, и увећања амплитуда осцилујућих честица материјала од којих је грађен извор звука-авион, за амплитуде осцилујућих честица ваздуха-звука, и посљедично, до проблема очувања физичког интегритета извора звука-авиона.
Авион, са моћним моторима који га покрећу, је и извор снажних вибрација и осциловања честица материјала од којих је начињен. Ове вибрације покрећу честице околног ваздуха тјерајући их да и оне осцилују и тако производе звук. Сада имамо, на једној страни, извор звука (авион) и на другој, авионов сопствени звук. Извор звука - авион, има своју брзину. Произведени осциловани ваздух - звук, има своју брзину од 340 метара у секунди. Када авион достигне сопствени звук, тј. када им се брзине изједначе, долази до интерференције, слагања-сабирања амплитуда осцилујућих честица авиона и осцилујућих честица ваздуха - звука. Тиме се амплитуде осцилујућих честица од којих је сачињен авион дуплирају.

Односно, још једноставније речено, честице материјала од којих је сачињен авион би прелазиле дупло већи пут, и тако постале неподношљиво агресивне и деструктивне за материјал од којих је авион начињен. Ни тада, у првим данима оваквих експеримената, па све до данас, технологије нису произвеле материјале таквих чврстина и еластичности, који би могли да поднесу овакву агресију – авион би се дезинтегрисао-распао. Тако се тај моменат, када извор звука достиже брзину сопственог или неког туђег звука, испријечио и буквално као зид или баријера. Отуда је и термин „ звучни зид“. Конструктори авиона су већ имали авионе који су могли да се крећу једанпут (1Ма), два пута (2 Ма) брже од звука. Али, пошто постојећи авиони нису имали довољно велика убрзања која би им омогућила скраћења времена у коме су брзина авиона и његовог звука једнаки, постојећи материјали не би издржали. Требало је направити авионе који би у још краћем времену превазилазили брзину звука и тако спријечавали процес дезинтеграције материјала од којих су авиони грађени.

## Математичко објашњење
Како се математички објашњава ова појава енормног осцилаторног оптерећења материјала од кога је сачињен авион? Феномен „Звучни зид“ се објашњава и научно легализују у математичко-теоретским поставкама Доплеровог ефекта. Како се Доплеров ефекат у једном свом облику исказује разломком код кога је дјелилац, или називник, разлика брзина звука и брзине извора, тада је, у случају када се поравнају брзина авиона и звука, дјелилац једнак 0. Вриједност разломка коме дјелилац тежи нули неограничено расте тј. тежи бесконачном! Значи да је, у том дјелићу времена у коме су једнаки брзина звука и извора (авион), фреквенција максимална , приближна бесконачној, па отуда фатално разорна. Тако овај практични проблем објашњава и потврђује математика.

## Рјешење проблема
Како технологија материјала за производњу авиона није у блиској будућности обећавала материјале већих чврстина и одговарајућу издржљивост авионских конструкција за тако велика осцилаторна оптерећења, остало је само да се поради на материјалима и конструкцијама које ће омогућити повећања убрзања авиона. Тачније, да се авион учини толико убрзаним и моћним, да у најкраћем могућем времену савлада и надмаши брзину сопственог звука. То је био једини начин. Скраћење времена боравка авиона у нивоу брзине сопственог звука, омогућило је коначно савладавање и пробијање те моћне препреке - Звучног зида, и коначно улажење у свијет надзвучног кретања. 
У лету надзвучних авиона постоје два критична момента. У оба случаја авион достиже свој звук. У првом престижући га, а у другом успоравајући са брзина већих од звука. У оба случаја се чује експлозија, прасак, пуцањ. Што такође указује на озбиљност проблема пред којим је била суочена аеронаутика. Авиони су, само по ко зна који пут, указали на неумољивост физичких законитости. Звучни зид би једнако морали пробијати и возови, или бродови, или аутомобили, када би се, којим случајем, могли кретати брзинама већим од брзина звука. Значи, проблем „Звучни зид“ је и шири и општији.

## Човјек у звучном зиду
14. октобра 2012. године је и први човјек ван летјелице, аустријски спортиста Феликс Баумгартнер , само у примјереном летачком комбинезону-скафандеру, крећући се брзинама тијела у слободном паду, пробио звучни зид скочивши из капсуле балона са висине од око 39.000 метара. У његовом подухвату је било неколико изузетно ризичних мјеста. Поред загријавања скафандера усљед трења кроз атмосферу, значајних промјена притисака и њиховог усклађивање у капсули и скафандеру са спољним, велико питање је било и како ће скакач проћи у тренутку када достигне брзину звука. Сигурно је да није било великог убрзања падобранца условљеног елементарним законом физике о тијелу у слободном паду, да Баумгартнер не би преживио овај скок. Како је убрзање у слободном паду сваког тијела врло велико, тачније, у овом случају довољно велико, Баумгартнер се спасоносно, у занемарљиво кратком времену кретао том фаталном брзином звука.

## Занимљивост
Проблем који је имала цијелокупна свјетска аеронаутичка памет и авионска индустрија у конструкцији авиона и њихових мотора, како би вријеме у коме летјелица борави у зони брзине звука било што краће, у случају овог храброг падобранца, природа рјешава недвосмислено, уважавајући једино сопствени елементарни закон гравитације, који сваком тијелу у слободном паду обезбјеђује такво убрзање да у безбједно кратком времену бораве у опасним зонама брзина звука.
Проблем звучног зида не постоји у безваздушном простору!